# Paradis Latin

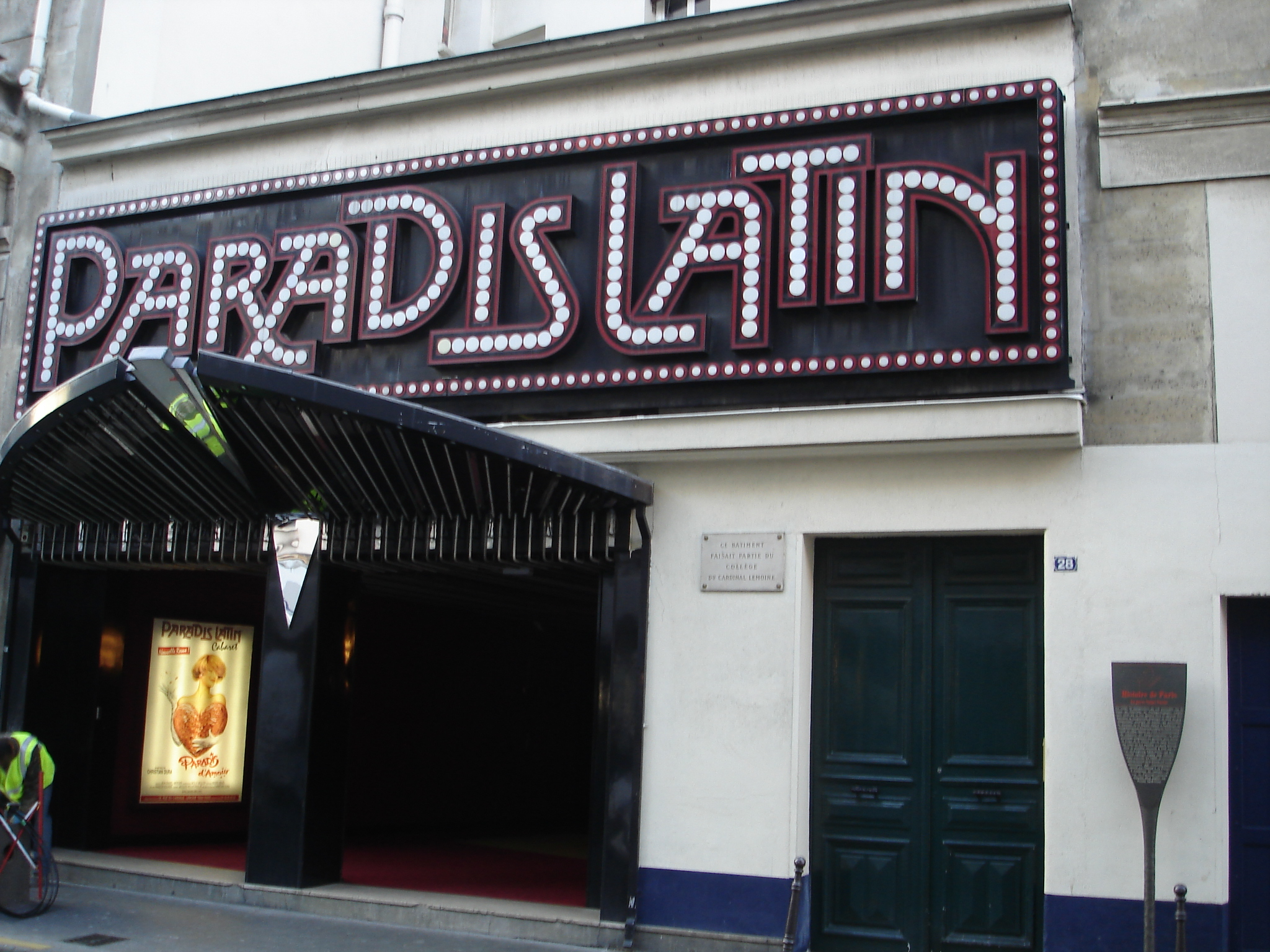
Theater Paradis Latin

Paradis Latin är en teater på Rue du Cardinal Le Moine 28, i Quartier Latin, Paris. 
Den byggdes 1803 och var först känd under namnet Theatre Latin. Under Otto von Bismarcks belägring av Paris under Fransk-tyska kriget 1870 brann den ned. 1887 under Paris förberedelser inför världsutställningen 1889 tilldelades Gustave Eiffel uppgiften att återuppbygga teatern då man inte kunde ha en ruin bara femhundra meter från Notre-Dame. Han upptäckte att de gamla fundamenten var av högsta kvalitet och använde dem som grund vid återuppbyggnaden. Den 2 januari 1889 invigdes den nya teatern under sitt nya namn; Paradis Latin. Den blev en succé direkt och föreställningarna gick för fulla hus, den största succén stod Yvette Guilbert för då hon uppträdde under världsutställningen 1889. När Paris nattliv flyttade från Montmartre började den nedåtgående kurvan och på 1930-talet slog man igen. I slutet av 1960-talet gjordes en del renoveringar och 1970 slogs dörrarna upp igen på Paradis Latin som numera är en cabaret.